# Canton de Blérancourt
Le canton de Blérancourt est une ancienne division administrative française située dans le district de Chauny du département de l'Aisne. Son chef-lieu était la commune de Blérancourt et le canton comptait 11 communes au moment de sa création.

## Histoire
Le canton est créé le 18 février 1790 sous la Révolution française,. Le canton a compté neuf communes avec Blérancourt pour chef-lieu et comptait à l'origine 11 communes : Audignicourt, Besmé, Blérancourdelle, Blérancourt, Bourguignon-sous-Coucy, Camelin, Le Fresne, Saint-Aubin, Saint-Paul-aux-Bois, Selens et Vassens.
En 1794, le hameau de Lombray est démembré de la commune de Camelin et devient une commune indépendante. Le canton compte alors 12 communes puis ce chiffre repasse à 11 communes en 1796 avec la fusion des communes de Camelin et Le Fresne pour former la commune de Camelin-et-le-Fresne.
Le canton disparaît le 25 septembre 1801 (3 vendémiaire, an X) sous le Consulat ; Audignicourt, Besmé, Blérancourdelle, Blérancourt, Bourguignon-sous-Coucy, Camelin-et-le-Fresne, Lombray, Saint-Aubin, Saint-Paul-aux-Bois, Selens et Vassens sont reversées dans le canton de Coucy-le-Château.

## Composition
Le canton est composé de 11 communes au moment de sa suppression en 1801.
Le tableau suivant en donne la liste, en précisant leur nom, leur population en 1793, puis en 1800, leur cantons de rattachement de l'An X, et leur appartenance aux cantons actuels.
| Communes               | Population (1793) | Population (1800) | Canton de l'an X | Canton actuel |
| ---------------------- | ----------------- | ----------------- | ---------------- | ------------- |
| Audignicourt           | 200               | 245               | Coucy-le-Château | Vic-sur-Aisne |
| Besmé                  | 143               | 126               | Coucy-le-Château | Vic-sur-Aisne |
| Blérancourdelle,       | 101               | 130               | Coucy-le-Château | Vic-sur-Aisne |
| Blérancourt            | 923               | 878               | Coucy-le-Château | Vic-sur-Aisne |
| Bourguignon-sous-Coucy | 56                | 73                | Coucy-le-Château | Vic-sur-Aisne |
| Camelin-et-le-Fresne,  | 552               | 632               | Coucy-le-Château | Vic-sur-Aisne |
| Lombray,               | 45                | 43                | Coucy-le-Château | Vic-sur-Aisne |
| Saint-Aubin            | 351               | 397               | Coucy-le-Château | Vic-sur-Aisne |
| Saint-Paul-aux-Bois    | 499               | 552               | Coucy-le-Château | Vic-sur-Aisne |
| Selens                 | 274               | 234               | Coucy-le-Château | Vic-sur-Aisne |
| Vassens                | 409               | 345               | Coucy-le-Château | Vic-sur-Aisne |

## Évolution démographique
| 1793  | 1800  |
| ----- | ----- |
| 3 553 | 3 655 |

Histogramme

(élaboration graphique par Wikipédia)